# Persea perseiphylla
Persea perseiphylla är en lagerväxtart som först beskrevs av Allen, och fick sitt nu gällande namn av H. van der Werff. Persea perseiphylla ingår i släktet avokador, och familjen lagerväxter. Inga underarter finns listade i Catalogue of Life.